# Nizami (Ararat)
Pour les articles homonymes, voir Nizami (homonymie).
Nizami (en arménien Նիզամի ; jusqu'en 1978 Nejeli Verin, renommée en l'honneur du poète du même nom) est une communauté rurale du marz d'Ararat en Arménie. En 2008, elle compte 1 473 habitants.